# Sliman ben Ibrahim
Sliman ben Ibrahim Baamer (arabe : سليمان بن إبراهيم باعمر), né en 1870 à Bou Saâda, mort le 18 juillet 1953 dans la même ville, est un essayiste algérien. Ami et compagnon de route du peintre orientaliste français Étienne Dinet, l'ayant guidé en religion après sa conversion à l'islam, il a écrit plusieurs ouvrages en collaboration avec lui sur le thème de l'islam et de l'Algérie.

## Biographie
Sliman ben Ibrahim est né en 1870 dans une famille installée à Bou Saâda d'origine mozabite. Il rencontre le peintre orientaliste français Étienne Dinet à Bou Saâda en 1889 ou 1893.

## Publications
- 1902 : Rabiâ el Kouloub, ou le Printemps des cœurs, légendes saharienne
- 1906 : Mirages, scènes de la vie arabe
- 1908 : Tableaux de la vie arabe
- 1910 : Khadra, la danseuse des Ouled Naïl
- 1911 : El Fiafi oua el Kifar ou le Désert
- 1918 : La Vie de Mohammed, prophète d'Allah
- 1921 : L'Orient vu de l'Occident, essai critique
- 1930 : Le Pèlerinage à la maison sacrée d'Allah

## Décorations
- Officier de l'ordre des Palmes académiques[3]